# Rockin' Shibuya 2007
Rockin' Shibuya 2007 es un álbum en directo de la banda estadounidense de hard rock Night Ranger y fue lanzado al mercado por King Records en Japón y por Frontiers Records en el resto del mundo en el año de 2008.

## Grabación y publicación
Este material discográfico se compone de dos CD y fue grabado durante un concierto de la gira de Hole in the Sun realizado en el CC Lemon Hall del barrio de Shibuya, en la ciudad de Tokio, Japón, en el mes de junio de 2007.  En dicha presentación tocó el guitarrista Reb Beach en lugar de Jeff Watson, quien había abandonado el grupo tiempo antes.
En Japón se lanzó primero este álbum, haciéndolo en el mes de abril de 2008;  en Europa y en Estados Unidos salió al mercado en septiembre del mismo año, los días 19 y 22 respectivamente.

## Recepción
El disco consiguió entrar en las listas del Oricon japonés, aunque a diferencia de su antecesor, en esa ocasión solamente logró llegar al 142.º puesto en aquel país.

## Lista de canciones
| Disco uno |                                       |                                                                                                  |          |  |
| N.º       | Título                                | Escritor(es)                                                                                     | Duración |  |
| 1.        | «This Boy Needs to Rock/Highway Star» | Jack Blades / Brad Gillis / Ian Gillan / Ritchie Blackmore / Roger Glover / Jon Lord / Ian Paice | 4:41     |  |
| 2.        | «Tell Your Vision»                    | Jack Blades                                                                                      | 4:59     |  |
| 3.        | «Sing Me Away»                        | Blades / Kelly Keagy                                                                             | 4:17     |  |
| 4.        | «Touch of Madness»                    | Jack Blades                                                                                      | 5:36     |  |
| 5.        | «Drama Queen»                         | Brad Gillis                                                                                      | 4:24     |  |
| 6.        | «Rumours in the Air»                  | Jack Blades                                                                                      | 4:36     |  |
| 7.        | «Seven Wishes»                        | Jack Blades                                                                                      | 4:51     |  |
| 8.        | «The Secret of My Success»            | Blades / David Foster / Tom Keane / Michael Landau                                               | 4:33     |  |
| 9.        | «There is Life»                       | Blades / Keagy                                                                                   | 6:44     |  |
| 10.       | «Eddie's Comin' Out Tonight»          | Blades / Gillis                                                                                  | 5:37     |  |

| Disco dos |                                              |                                   |          |  |
| N.º       | Título                                       | Escritor(es)                      | Duración |  |
| 1.        | «Sentimental Street»                         | Jack Blades                       | 5:42     |  |
| 2.        | «Forever All Over Again»                     | Blades / Chuck Cannon             | 5:06     |  |
| 3.        | «Goodbye»                                    | Blades / Jeff Watson              | 5:09     |  |
| 4.        | «Whatever Happened»                          | Jack Blades                       | 5:04     |  |
| 5.        | «Four in the Morning (I Can't Take Anymore)» | Jack Blades                       | 3:48     |  |
| 6.        | «When You Close Your Eyes»                   | Blades / Gillis / Alan Fitzgerald | 4:43     |  |
| 7.        | «Don't Tell Me You Love Me»                  | Jack Blades                       | 6:21     |  |
| 8.        | «Sister Christian»                           | Kelly Keagy                       | 6:15     |  |
| 9.        | «You're Gonna Hear From Me»                  | Blades / Gillis                   | 4:25     |  |
| 10.       | «(You Can Still) Rock in America»            | Blades / Gillis                   | 6:28     |  |

## Créditos
- Jack Blades — voz principal, bajo y coros.
- Kelly Keagy — voz principal, batería y coros.
- Brad Gillis — guitarra y coros.
- Reb Beach — guitarra.
- Michael Lardie — teclados y coros.

## Listas
| Año  | País  | Lista               | Posición máxima |
| ---- | ----- | ------------------- | --------------- |
| 2008 | Japón | Oricon Albums Chart | 142.º           |